# Dierk Henningsen
Dierk Henningsen (* 12. September 1935 in Kiel) ist ein deutscher Geologe.

## Leben
Henningsen ging in Kiel auf das Max-Planck-Gymnasium und studierte Geologie in Kiel, an der FU Berlin und an der Justus-Liebig-Universität Gießen, wo er 1961 über unterkarbonische Grauwacken im Lahntal (insbesondere die Umgebung von Gießen) promoviert wurde und sich 1965 habilitierte. Als Post-Doktorand war er zu einem Forschungsaufenthalt in Costa Rica und er lehrte in Gießen und Hanover (New Hampshire) (USA). 1970 wurde er Professor an der Universität zu Köln und ab 1971 war er Professor an der Leibniz-Universität Hannover, wo er 2001 emeritiert wurde.
Henningsen befasste sich vor allem mit Sedimentgesteinen, Regionalgeologie (vor allem Deutschland) und widmete sich in Hannover auch schwerpunktmäßig der Ausbildung von Bauingenieuren und Ingenieurgeologen. Sein Buch über die Geologie Deutschlands ist ein Standardwerk.
2006 erhielt er die Hans-Stille-Medaille. 1991 bis 1993 war er Vorsitzender der Deutschen Geologischen Gesellschaft (DGG) und organisierte 1987 deren Hauptversammlung in Hannover.

## Schriften
- mit Gerhard Katzung Einführung in die Geologie von Deutschland, Spektrum Akademischer Verlag, 7. Auflage 2006, ISBN 3827415861 (sie ging aus seiner Einführung in die Geologie der Bundesrepublik Deutschland, zuerst erschienen 1976 im Enke Verlag, hervor).
- Geologie für Bauingenieure. Eine Einführung, Springer Verlag, 3. Auflage 2002
- Paläogeographische Ausdeutung vorzeitlicher Ablagerungen, BI Hochschulskripten, BI Verlag, Mannheim 1969